# Domokos
Domokos (tiếng Hy Lạp: ?) là một khu tự quản ở vùng Trung Hy Lạp, Hy Lạp. Khu tự quản Domokos có diện tích 708 km², dân số theo điều tra ngày 18 tháng 3 năm 2001 là 13199 người.